# Endlich unsterblich
Endlich unsterblich (englischer Titel: Immortal At Last) ist ein deutscher Dokumentarfilm von Vera Brückner aus dem Jahr 2025 über die deutsche Indie-Pop-Band Florian Paul und die Kapelle der letzten Hoffnung. Der Film hatte auf dem 40. Internationalen DOK.fest München im Mai 2025 Premiere.

## Handlung
Vera Brückner begleitete den aus der Nähe von Wuppertal stammenden Frontmann Florian Paul und seine Bandmitglieder Nils Wrasse (Saxophon), Giuliano Loli (Keyboard), Johannes Rothmoser (Schlagzeug) und Susi Lotter (Bass) über längere Zeit meist mit der Handkamera in unterschiedlichsten Situationen: Zum Beispiel im Tourbus, hinter der Bühne vor einem Auftritt, auf Konzerttour in Deutschland abseits großer Hallen wie in Oldenburg, beim Auftritt bei einer Geburtstagsfeier in Gera, in einer heruntergekommenen Pommesbude in Schwerin, in der Wuppertaler Wohnung von Florian Pauls Mutter, im Hamburger Club, in dem einst die Beatles auftraten, bei einer Inspirationsreise nach Mexiko, bei der neue Songs für ihr drittes Album entstehen und deren gemeinsamen Perfektionierung in einem Berliner Tonstudio. Der Film wechselt ab zwischen Konzertaufnahmen, Interviews von Besuchern sowie Statements und Reflexionen der einzelnen Bandmitglieder, die dem Publikum die Wünsche, Sehnsüchte, Planungen und Einschätzungen der Band näher bringt und einen Einblick in deren Innenleben gewährt.
Der Film zeigt die Gruppe beim Prozess des „Suchens und Findens“ ihrer Musik, denn im schnelllebigen Musikbusiness bedeutet musikalischer Stillstand den Untergang. Die Band hofft zwar auf den Durchbruch, der auch finanzielle Unabhängigkeit bedeuten würde, will aber gleichzeitig ihren eigenständigen Stil entwickeln und bewahren, eine eigenständige Karriere aufbauen und sich vom Mainstream abheben.

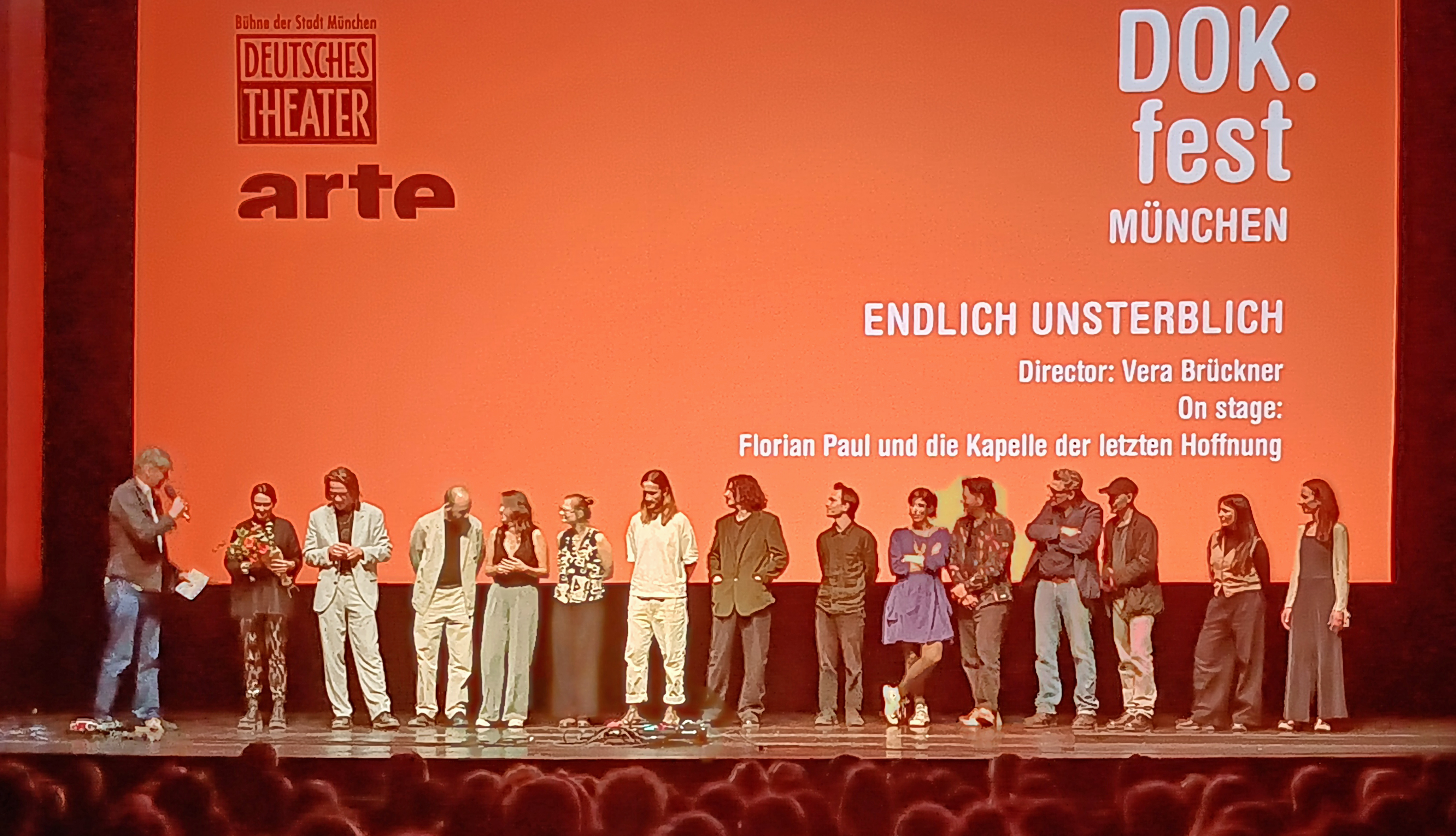
Filmpremiere am 11. Mai 2025 im Deutschen Theater München

## Produktion
Der Film wurde produziert durch die Südkino Filmproduktion GmbH und den Bayerischen Rundfunk  und gefördert durch den FilmFernsehFonds Bayern (FFF Bayern).